# Adinandra lasiopetala
Adinandra lasiopetala là một loài thực vật có hoa trong họ Pentaphylacaceae. Loài này được (Wright) Choisy mô tả khoa học đầu tiên năm 1855.